# Berlin–Cottbus–Berlin 1979
Berlin–Cottbus–Berlin 1979 war die 56. Austragung des traditionsreichen Straßenradrennens Berlin–Cottbus–Berlin von Berlin durch den Spreewald nach Cottbus und zurück nach Berlin. Ausgetragen wurde das Rennen für die Fahrer der drei Leistungsklassen der DDR über 279 Kilometer. Ursprünglich sollte die Strecke 240 Kilometer umfassen, zahlreiche Bauarbeiten machten aber einige Umleitungen erforderlich, über die die Fahrer erst während des Rennens informiert wurden.

## Rennverlauf
Die 23 Starter der Leistungsklassen II und III, erhielten eine Vorgabe von vier Minuten. Bis auf drei Fahrer wurden die Malleute bereits nach 25 gefahrenen Kilometern eingeholt. Am Kilometer 103 bildete sich eine Spitze mit zwölf Fahrern, Andreas Neuer und Hans-Joachim Schippel schafften noch den Anschluss. Am Wendepunkt in Cottbus betrug der Vorsprung bereits sieben Minuten auf das Hauptfeld. Kurz vor dem Ziel in Berlin zersplitterte die Gruppe, den Endspurt gewann Bodo Straubel aus Leipzig vor seinem Vereinskameraden Mario Kaps, der als Nachwuchsfahrer die Überraschung des Rennens darstellte. Straubel stellte mit 39,806 Kilometern pro Stunde einen neuen Streckenrekord auf (den bisherigen Rekord hatte Lothar Meister II inne).
|     | Fahrer                | Ort                    | Zeit (h)      |
| 01. | Bodo Straubel         | SC DHfK Leipzig        | 7:00:32       |
| 02. | Mario Kaps            | SC DHfK Leipzig        | 7:00:32       |
| 03. | Hans-Joachim Schippel | ASK Vorwärts Frankfurt | 7:00:32       |
| 04. | Andreas Neuer         | SC Karl-Marx-Stadt     | 7:00:32       |
| 05. | M. Heilmann           | SC DHfK Leipzig        | 7:00:32       |
| 06. | Ulrich Borrmann       | ASK Vorwärts Frankfurt | 00:05 Minuten |
| 0 … |                       |                        |               |